# Georg Mascetti
Georg „Schorsch“ Mascetti (* 9. April 1930 in Saarbrücken; † 1. August 1982 in Düsseldorf) war ein deutscher Schwimmer, der für das Saarland antrat.

## Biografie
Georg Mascetti gehörte als einziger Schwimmer der saarländischen Delegation bei den Olympischen Sommerspielen 1952 in Helsinki an. Er startete im 400 Meter Freistil, schied jedoch im Vorlauf aus. Aufgrund dieses schlechten Resultats verzichtete Mascetti auf einen Start über 1500 Meter Freistil. Insgesamt konnte er elf Saarländische Meistertitel gewinnen.